# Гунді – Семаранг
Гунді – Семаранг – трубопровід на сході індонезійського острова Ява.
В 2014 році в на сході Яви почалась розробка газового родовища Гунді (Gundih), для видачі продукції якого спорудили трубопровід до міста Семаранг довжиною 123 км та діаметром 500 мм. Споживачем блакитного палива виступає ТЕС Тамбак-Лорок, яка до появи ресурсу з Гунді використовувала значно витратніші нафтопродукти.
Для покриття вечірнього піку споживання частина отриманого з Гунді газу надходить до сховища стисненого природного газу, компресорна станція якого створює тиск до 25 МПа. Сховище повинне забезпечувати подачу станції додаткового ресурсу під час вечірнього піку споживання, який триває біля 4 годин.
Можливо відзначити, що у другій половині 2010-х ТЕС Тамбак-Лорок також почала отримувати газ по офшорному трубопроводу з Кеподангу, а на початку 2020-х був введений газопровід Гресік – Семаранг. 